# ストーカー 逃げきれぬ愛
『ストーカー 逃げきれぬ愛』（ストーカー にげきれぬあい）は、1997年（平成9年）1月6日から同年3月10日まで、日本テレビ系列で放送された読売テレビ制作のテレビドラマである。放送時間は、毎週月曜22:00 - 22:54（JST）。平均視聴率は13.5%と、この枠のドラマとしては比較的高い視聴率を獲得した。

## 概要
「ストーカー」という言葉が日本でも認知され始めた頃の作品であり、ストーカーがどのようなものかを非常にわかりやすい形で広く世間に紹介する役を担った。
高岡早紀の民放連続ドラマの本格的な単独初主演作品である。撮影当時、高岡は長男を妊娠していた。
渡部篤郎は本作で注目されるようになり、その後、同局の『永遠の仔』などの連続ドラマに数多く出演するきっかけとなった。
再放送は、1998年1月5日から3月9日、読売テレビの毎週月曜日の深夜2時台のドラマ再放送枠で放送された。また、西日本放送でも放送終了後3か月余りで再放送されるなど各系列局で再放送が行われたが、2000年代以降はCS放送などでの放送が中心となっている。

## ストーリー
ゴルフ練習場に勤める岸本海は、レッスン・プロの田所雅彦と不倫中。クリスマスイヴに田所からクリスマスローズの花束をプレゼントされるが、その後田所が妻に大きな花束を買って帰る姿を見てしまいショックを受ける。そんな時、通りの向こうで通行人に踏みつけられてばらばらになったクリスマスローズの花びらを這いつくばって拾っている男の姿が目に入り、田所からもらったクリスマスローズを譲ることにした。このできごとをきっかけに海の恐怖の日々が始まる。

## キャスト
岸本海：高岡早紀　
ゴルフクラブで働いていた頃に知り合い、不倫関係になった田所との行き違いから自棄になってクリスマスローズの花束を渡してしまった事を誤解され、三枝に付きまとわれ、職場での孤立・失職・監禁・失明寸前などの恐怖に晒される。幼少期からピアノとバレエを母の命令で習わされ、中高と音楽大学の附属校に通うも行き詰まりを感じ、高校卒業後は他短大へ進学した事などが人格形成に影響を及ぼしている。
三枝辰也：渡部篤郎
眼科医で総合病院の勤務医。病室に監禁状態だった婚約者が目の前で飛び降り自殺。ショックを受けていた時に、事情を理解していなかった海から親切にされた事を理由に好かれていると思い込み、徐々に常軌を逸した行動を起こして海を追い詰める。陰気で陰湿な面と同時に、平素は沈着冷静で理知的な印象を持つ。優等生として母に期待され、抑圧されて育った。この為、母に対してやや弱い。自ら引き起こした火災の為、早急に臓器移植が必要となった聡のドナーとして自殺。この際に海を道連れにしようとしていた。
岡部聡：河相我聞　
三枝の生き別れの弟。幼少期に母から憎悪され、婿養子だった父と共に家を追われる。火災で肝臓を負傷。自殺した兄からの移植で回復する。
岸本空：遊井亮子
海の妹で音大生。経済的な理由で同居中。仲は悪くないが、姉がプレッシャーに負けて挫折した為に、母の期待が自分に回って来た、と不満を言い立てたことがある。ひったくりからバッグを取り返してもらったことと、姉への対抗心などから三枝に心惹かれて策略にはまり、ピアノを習わせるために家に入れてしまった挙げ句、三枝のマンションで寝泊まりしていたこともある。のちに三枝の持つ異常性に気づき、海の元へ戻る。
吉川智子：井上晴美　
海の友人でゴルフクラブで一緒に働いていた。彼女の最大の理解者で、三枝に立ち向かう。三枝の陰謀で田所との不倫が発覚した海に嫌がらせをする同僚を一喝したことがある。
田所雅彦：神田正輝
プロゴルファー。ゴルフクラブの社員として知り合った海と愛人関係になる。基本的には温厚で良識的な性格。三枝からの付きまとい行為に悩む彼女を支える。ゴルフを辞め、冴子とレストラン経営に乗りだそうとしたことがあるが、最終的に店は冴子に任せ、ゴルファーとして復帰。
田所冴子：宮崎彩子
田所の妻。事故で目の手術をした海を見舞いに来た時、相手が雅彦だと勘違いして愛人関係を口走った海を花束で殴り飛ばした。雅彦に離婚を切り出されるが反発し、レストランを一緒に経営することになる。
三枝次郎：井澤健
三枝と聡の異父弟。母が再婚後に生まれており、聡には会った事はない。母からは聡ほど憎まれてはないが、同居する辰也ほどには愛されておらず、差をつけられて育った。聡に臓器移植を申し出るも、父親が異なる事を理由に不適合となる（名の由来は聡への憎悪と当てつけによる）　
三枝和枝：赤座美代子
三枝と聡と次郎の母。初婚、再婚共に婿養子を迎え入れる形で結婚している。何故か前夫と聡を憎悪し、負傷した聡への臓器移植を拒否。再婚し次郎が生まれても三枝を溺愛しプレッシャーを掛け続けた毒母。海から抗議を受け、弁護士を通して「付きまとい行為をしない」と三枝に誓約書を書かせたことがある。身勝手で自分本位な面がある。
海と空の母：白川和子
福岡県在住。娘達を音楽の道に進ませようとした。三枝に騙されたことがあるが、海との関係はわずかではあるが、改善されている。

## スタッフ
- 脚本:野依美幸、尾崎将也
- 演出:上川伸廣、唐木昭浩
- 音楽:坂本龍一、佐橋佳幸
- アドバイザー:町山広美
- 取材協力:岩下久美子
- ボディスタント:FCプラン
- 技術協力:ビデオスタッフ
- 照明協力:東新
- 美術協力:フジアール
- プロデューサー補:井上竜太、下山潤
- チーフプロデューサー:山本和夫
- プロデューサー:堀口良則、小泉守
- 制作協力:イースト
- 制作著作：よみうりテレビ

## 受賞歴
- 第12回ザテレビジョンドラマアカデミー賞
  - 助演男優賞（渡部篤郎）

## 楽曲
- 主題歌「The Other Side of Love」坂本龍一 featuring Sister M
- エンディング曲「愛を殺して…」梶原ユキコ

## サブタイトル
| 各話                                                       | 放送日        | サブタイトル   | 脚本     | 演出     | 視聴率 |
| ---------------------------------------------------------- | ------------- | -------------- | -------- | -------- | ------ |
| 第1話                                                      | 1997年1月6日  | 君が運命だ     | 野依美幸 | 上川伸廣 | 14.3%  |
| 第2話                                                      | 1997年1月13日 | 危険な断り方   | 野依美幸 | 上川伸廣 | 11.9%  |
| 第3話                                                      | 1997年1月20日 | 拒絶には罰を   | 野依美幸 | 唐木昭浩 | 12.4%  |
| 第4話                                                      | 1997年1月27日 | 君を支配する   | 野依美幸 | 唐木昭浩 | 11.6%  |
| 第5話                                                      | 1997年2月3日  | 壊れていく男   | 野依美幸 | 上川伸廣 | 12.1%  |
| 第6話                                                      | 1997年2月10日 | 君は僕の一部だ | 野依美幸 | 唐木昭浩 | 12.8%  |
| 第7話                                                      | 1997年2月17日 | 侵入           | 尾崎将也 | 上川伸廣 | 13.4%  |
| 第8話                                                      | 1997年2月24日 | 嫌がらせ自殺   | 尾崎将也 | 唐木昭浩 | 14.3%  |
| 第9話                                                      | 1997年3月3日  | 監禁           | 野依美幸 | 上川伸廣 | 14.9%  |
| 最終話                                                     | 1997年3月10日 | 君と永遠に…    | 野依美幸 | 上川伸廣 | 17.7%  |
| 平均視聴率 13.5%（視聴率は関東地区・ビデオリサーチ社調べ） |               |                |          |          |        |

## 関連商品
- ストーカー 逃げ切れぬ愛 Vol.1 ‐ Vol.4(バップ) 1997年6月25日発売 VHSの単品商品。
- ストーカー 逃げ切れぬ愛 オリジナル・サウンドトラック(フォーライフ ミュージックエンタテイメント) 1997年2月21日発売

2013年現在、DVD化はされていない。

## その他
- 読売テレビでは、オンエア直前の21:59:30より予告スポットの30秒バージョンを放送しており、スポット終了直後に本編がスタートする編成となっていた。通常の予告は放送時間などをナレーションや字幕で告知するが、この直前スポットのみ「この後すぐ」と変更されたものが使用されている。
- 当初、主題歌「The Other Side of Love」を歌う「Sister M」の正体は明かされおらず、CDのジャケットやミュージックビデオにおいても歌手は一切写っていない。そのため、「M」のイニシャルや坂本龍一の所属レコード会社などから、中谷美紀か今井美樹ではないかと噂になった。なかでも声の雰囲気から中谷美紀が最有力とされていた。坂本龍一がJ-WAVEのラジオ番組『PAZZ&JOPS』で公表した「Sister M」の正体はまだ当時16歳の娘・坂本美雨であった。この『The Other Side of Love』は本来、中谷美紀の為に書いた曲だが、素人っぽい謎めいたアーティストを探していた際にニューヨークの自宅でたまたま美雨に歌わせてみたところ、「イメージとピッタリ合ったので起用した」と語っている。坂本龍一はそれまで娘の歌声は聞いたことがなかったと言う。[3]